# Гурзуфська яйла

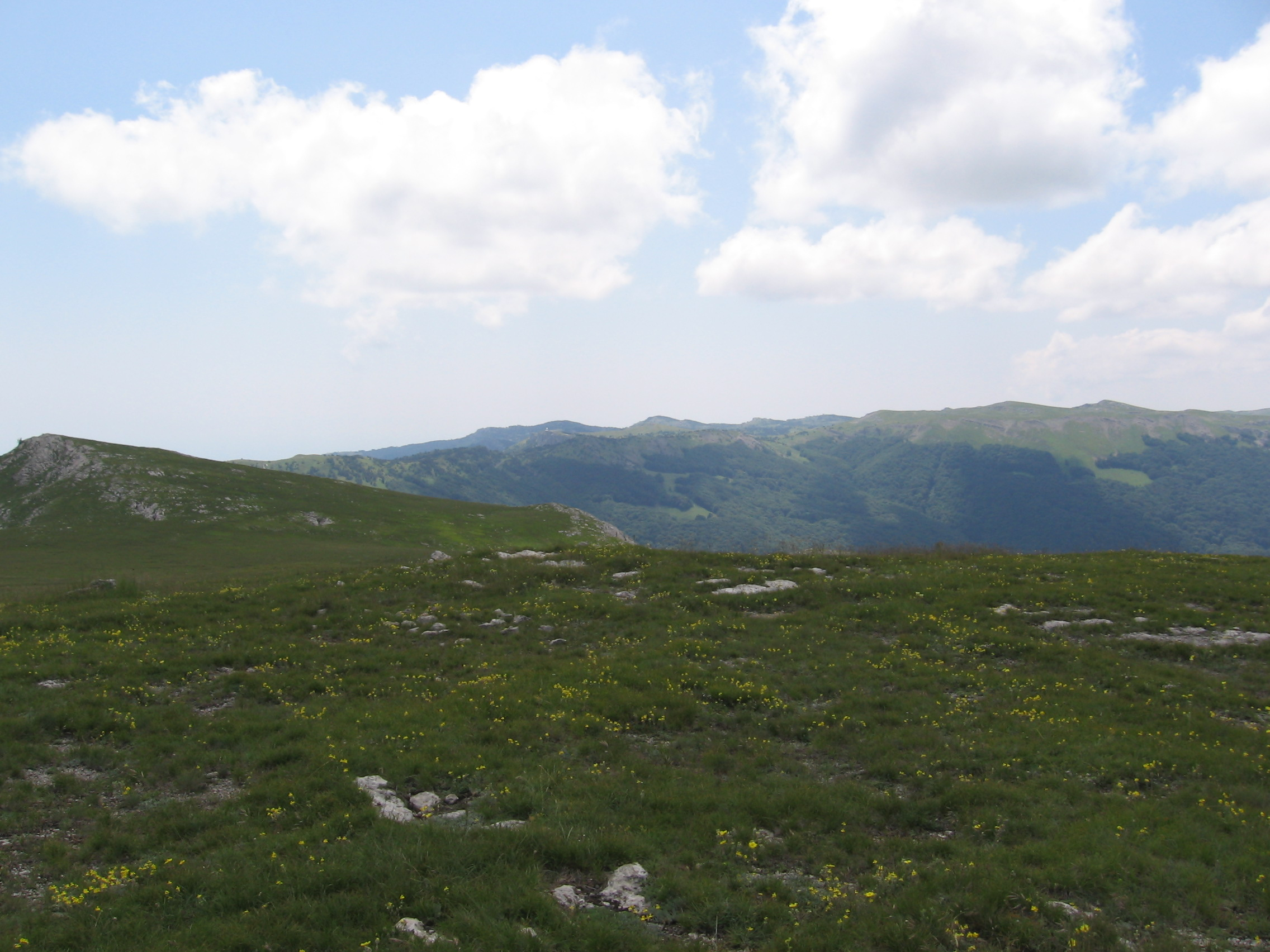
Гурзуфська яйла з г. Роман-Кош. За Гурзуфською яйлою простежується Нікітська яйла.

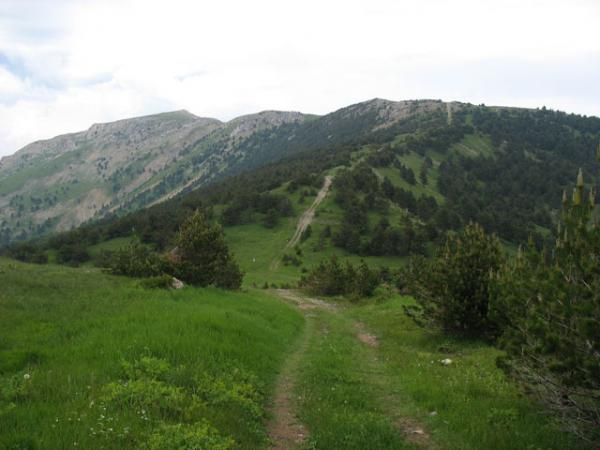
Гурзуфське сідло. 2011 рік. За перевалом — Гурзуфська яйла.

Гурзуфська яйла (крим. Gurzuf yaylası, значно рідше зустрічається назва Балаба́н-Кая́, крим. Balaban Qaya, «велика скеля») — горбисте плато, ділянка Головного пасма Кримських гір. Найвищі вершини: Демір-Капу (1539 м), Аунда (1449 м), безіменні 1427 м і 1435 м. Межує через ущелину Уч-Кош з Ялтинською яйлою. Від Бабуган-яйли відокремлена через Гурзуфське сідло. Гурзуфська яйла лежить за 5 км від Гурзуфа.

## Загальний опис
Гурзуфська яйла являє собою слабо горбисте Нагірне плато. Вона покрита гірськими (альпійськими) луками з достатком трав і квітів; деревна рослинність у північно-західній частині яйли практично відсутня; у південній та східній її частині представлена сосновим рідколіссям і одиночними листяними деревами, більш багатий деревний покрив — на Гурзуфському хребті. Поверхня яйли складена вапняками, тому тут досить поширені карстові форми рельєфу: невеликі воронки і провали.
Вся яйла включена до складу Кримського природного заповідника, у зв'язку з чим її відвідування офіційно дозволяється тільки після оформлення дозволу в адміністрації заповідника. Втім, яйла є популярним і досить часто відвідуваним туристичним об'єктом.

## Пам'ятки
По Гурзуфській яйлі (в південній її частині) й по північних схилах Гурзуфського хребта проходить так зване Романівське шосе, що веде з Ялти до Алушти. У південній кромці яйли на скелястому обриві Шаган-Кая (спотворене кримскотат. Şain Qaya, Шаїн К'ая — «Соколина скеля») є популярний туристичний об'єкт — Альтанка вітрів, споруджена в 1956 році. Вона являє собою 6-метрову колонаду під куполом; при гострому зорі і ясній погоді Альтанка добре видна з узбережжя.
Поблизу вершини Гурзуфського хребта (1434,6 м над рівнем моря) на початку 1980-х років були виявлені залишки древнього святилища (III ст. до н. е. — III ст. н. е.) і середньовічного храму, що проіснував до XVI століття. Археологічні розкопки виявили безліч монет, начиння, прикрас і витворів мистецтва, невелика частина яких нині експонується в ялтинському краєзнавчому музеї.

## Галерея

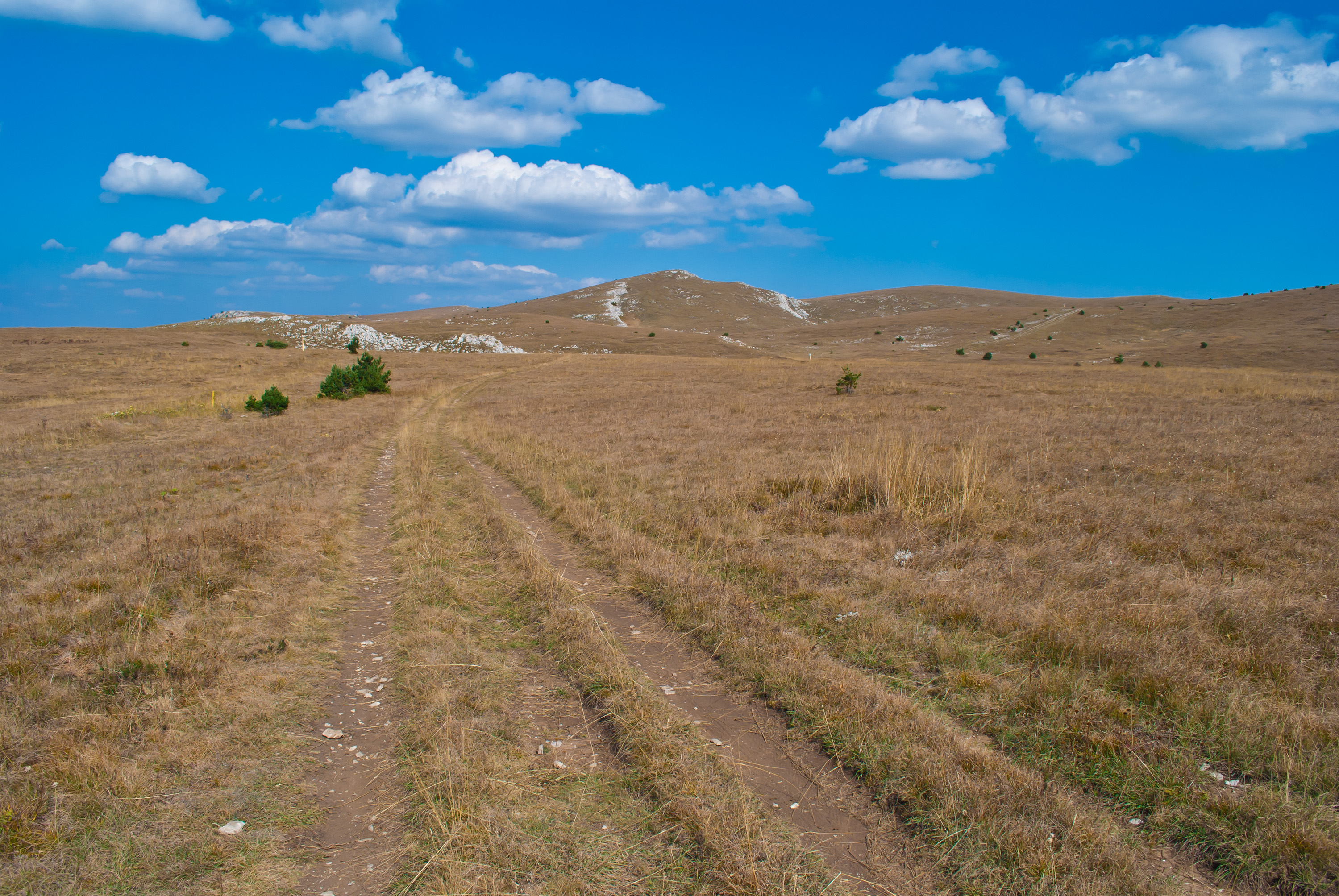
Вид на західну частину Гурзуфської яйли (вершина в центрі — Демір-Капу).
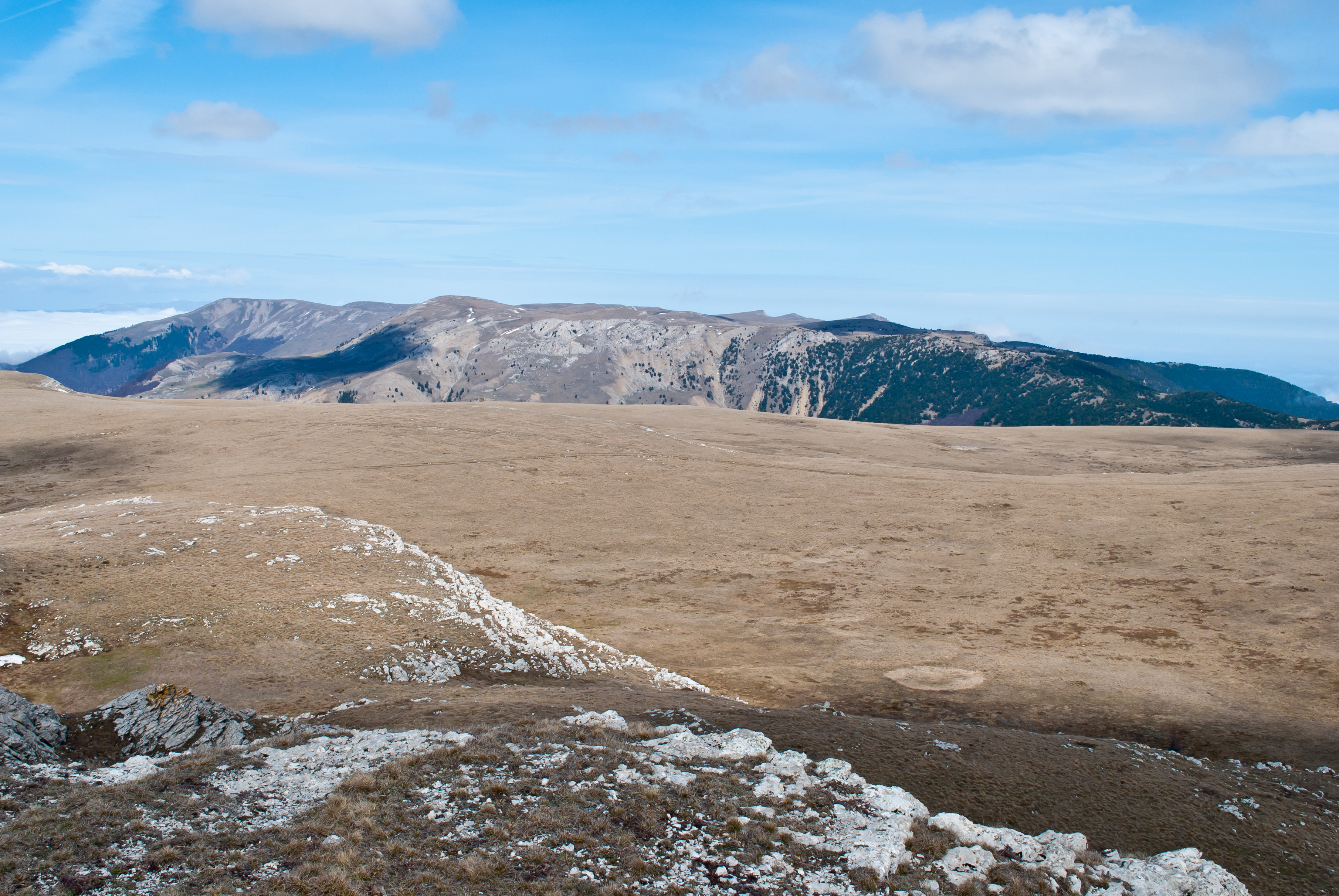
Вид на Бабуган-яйлу з вершини Демір-Капу. Праворуч — Гурзуфський хребет.
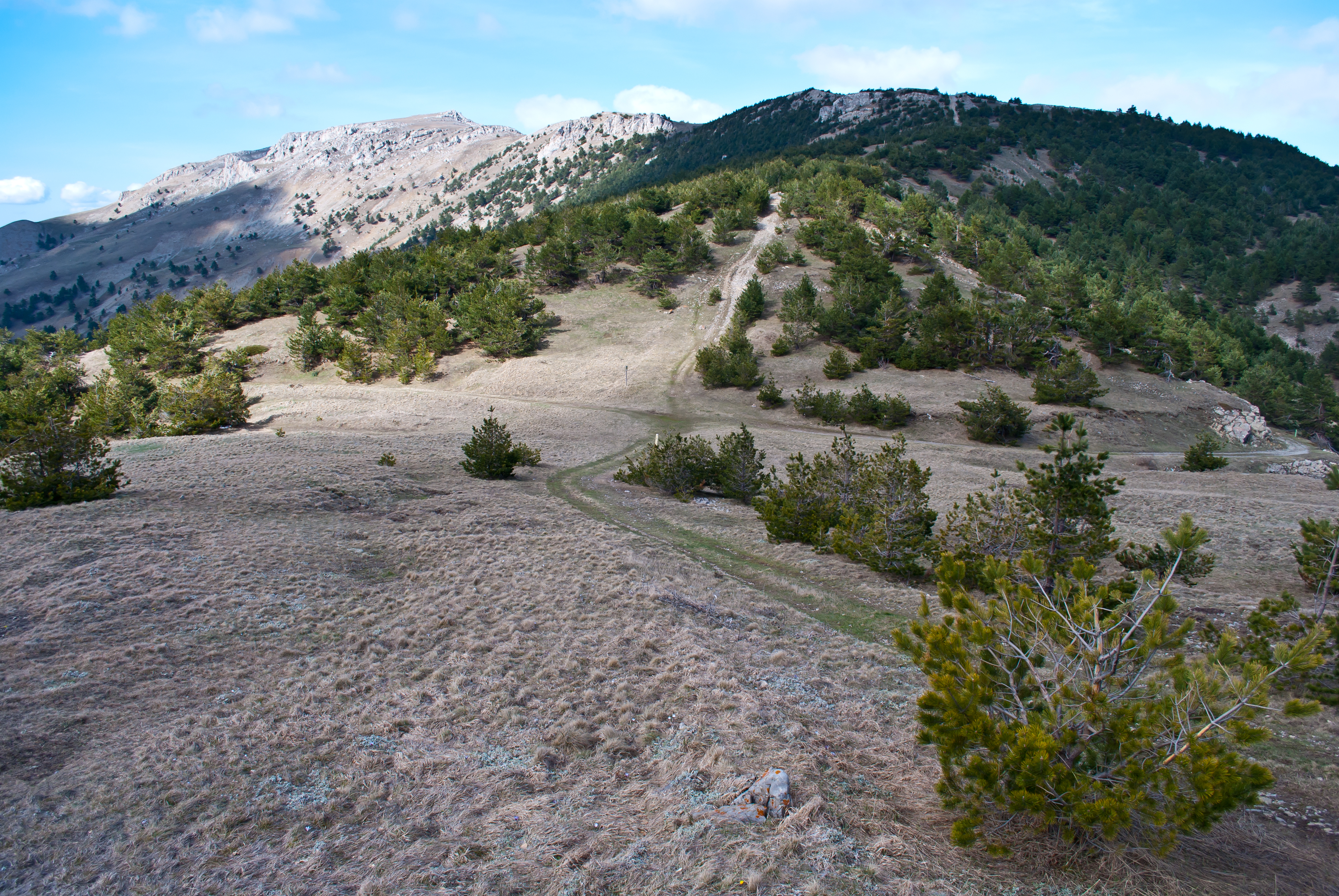
Перевал Гурзуфське сідло — східна частина Гурзуфської яйли.
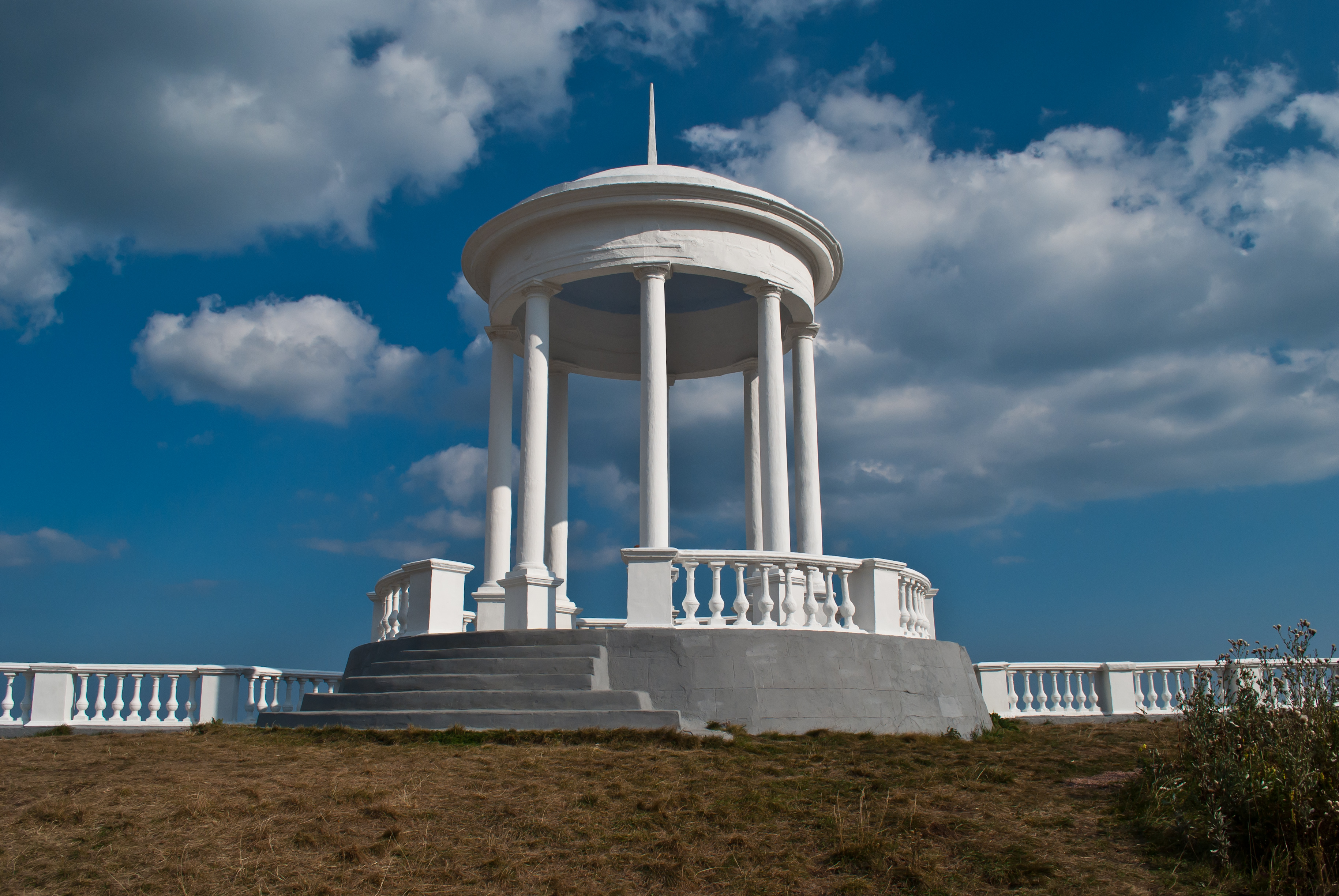
Альтанка вітрів.